# ヨルダン・タイムズ
ヨルダン・タイムズ（英: The Jordan Times）はヨルダン・アンマンで発行されている日刊の英字新聞である。ヨルダン・タイムズは1975年に創刊され、国内最多発行数の日刊アラビア語新聞Al Ra'iも発行しているヨルダン・プレスが発行している。
ヨルダン・プレスは創刊当初政府保有の新聞社であったが、2000年にヨルダン・プレスの株式の一部を政府が売却すると発表されて以降、政府の影響力がどの程度弱まるかに関しては明らかになっていない。ヨルダン・タイムズは姉妹紙のAl Ra'iからの編集権の独立を確保している。

## 内容
新聞は主に2つの内容からなる。
- ニュース: 国内、中東情勢、世界のニュースを報道。ビジネスやスポーツなどの紙面もある。
- オピニオン: コラムや社説、天気などの情報欄

2008年10月8日、在レバノンアメリカ大使館はヨルダン・タイムズで働くHolli ChmelaとTaylor Luckという二人のアメリカ人レポーターが10月1日より音信不通になっていると発表した。二人は9月29日にヨルダンを離れバケーションでレバノンへ向かった。10月1日、彼らは友人にベイルートを離れトリポリ北部を経由してビブロスへと向かっていると伝えた。大使館は彼らは10月4日にアンマンの自宅に戻る前にシリアへの旅行を計画していたと述べた。
10月9日、シリア外務省は二人のアメリカ人を逮捕して尋問していると公表した。外務省は、二人は密輸業者の助けを借りてシリアへと不法侵入を行っており、近くダマスカスのアメリカ大使館に送還されると発表した。その日からしばらくして、二人は解放されダマスカスのアメリカ大使館で無事であることを報告した。

## 関係者
ヨルダン・タイムズで活動している著名なジャーナリストとしては以下の人物がいる。 
- Rami George Khouri - 中東のジャーナリスト、コメンテーター。以前ヨルダン・タイムズの編集長を務めていた。
- Jill Carroll- イラクで誘拐されたクリスチャン・サイエンス・モニターのレポーター。以前ヨルダン・タイムズ所属のレポーターだったことがある。
- Marwan Muasher - 前情報庁長官。以前ヨルダン・タイムズの編集長を務めていた[6] 。
- George Hawatmeh - Arab Media Institute創設者。以前ヨルダン・タイムズの編集長を務めていた[6]。

1980年代から2011年まで、ベテランのジャーナリストRanda Habibがヨルダン・タイムズ紙上に毎週文書管理に関するコラムを掲載していた。